# Primera guerra anglo-mysore
La primera guerra anglo-Mysore fue el primer conflicto bélico que se desencadenó en la India entre la Compañía Británica de las Indias Orientales y el Reino de Mysore, durante los años 1766 y 1769. Esta guerra iniciaría una serie de guerras que tenían como objetivo el control político en el sur de la India.

## Antecedentes
Hyder Alí, Comandante en Jefe del ejército del Reino de Mysore, un reino independiente al suroeste de la India, aprovechó el vacío de poder que existía en dicha nación tras la muerte del maharajá Krishnaraja Wodeyar II en 1760 para convertirse en el gobernante de facto  del reino y destronar a la dinastía Wodeyar, única dinastía reinante en la nación desde comienzos del siglo XV. Bajo su reinado, comenzó a expandir el territorio, conquistando Bednore, Sundra, Sera, Canara y Guti. De igual manera, tuvo control sobre los poligar del sur de la India.
La influencia creciente de Hyder Alí era considerada peligrosa para los reinos vecinos de Hyderabad, de los Marathas y de las colonias inglesas establecidas en las costas de Bengala y Madrás, al oeste de la India y que estaban bajo la administración de la Compañía Británica de las Indias Orientales. Es así que en 1766 los británicos hacen una alianza militar con los reinos de Hyderabad y Marathas y declaran la guerra contra Mysore.

## La Primera Guerra Anglo-Mysore

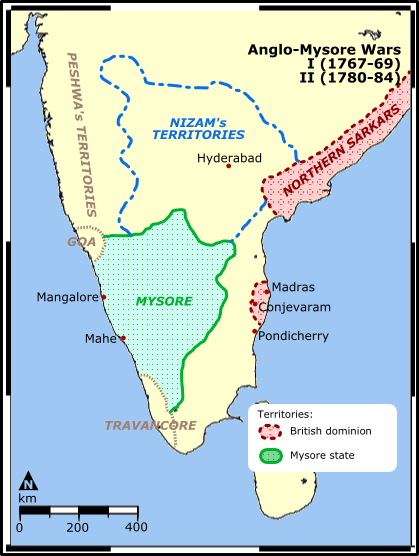
Extensión de los territorios de Mysore, Nizam (Hyderabad) y las colonias británicas durante la Primera y Segunda Guerra Anglo-Mysore.

Con la triple alianza, se conformó un ejército unificado de 50 mil hombres y 100 armas, bajo las órdenes del Coronel Smith. Los británicos, que consistían de una fuerza muy reducida dentro del grupo, estaba mejor entrenada militarmente. En cambio, con el ejército de Hyder Alí, sobresalía su valentía y capacidad de estrategia; adicionalmente, el ejército de Mysore poseía una innovación tecnológica: un prototipo de misil metálico cargado con pólvora. Según una crónica de 1789 hecha por Innes Monroe, A Narrative of the Military Operations on the Coromandel Coast, describió que en 1761 Hyder Ali conformó un batallón de mil doscientos hombres que lanzaron cohetes sobre los británicos; y que habían sido lanzados hasta dos mil de ellos de manera simultánea en una batalla. Estos misiles tenían un alcance de un kilómetro. El uso de esta arma puso en jaque a los británicos no sólo durante la primera guerra, sino durante la segunda, tercera y cuarta guerra. Los británicos intentaron analizar e imitar estos misiles, pero fue infructuoso en sus experimentos.
La alianza indo-británica cosechó victorias en la batalla de Chengam, el 3 de septiembre de 1767, y en Tiruvannamalai (Trinornalai). No obstante, Myosre tuvo victorias sobresalientes sobre las ciudades de la costa oeste de la India, aplastando a los Marathas y conquistando buena parte de Hyderabad; por último, lanzaron un ataque en la ciudad de Arcot.
El conflicto duro alrededor tres años, y las fuerzas británicas estaban teniendo grandes pérdidas, Hyder Alí ofreció a los británicos una rendición pacífica. Con el rechazo de la petición, Mysore concentró sus fuerzas en el Sitio de Bangalore y puso su ejército a sólo 5 millas de Madrás.
Con este resultado, los británicos no tuvieron otra opción que aceptar un Tratado de Paz en abril de 1769, en donde se restablecían los límites territoriales de dichas regiones antes de iniciar la guerra y adicionalmente se garantizaba una alianza defensiva, en donde los británicos debían ayudar a Mysore en caso de que dicho reino fuese atacado por otra nación.

## Consecuencias
La virtual derrota británica en el conflicto hizo reformar las bases coloniales de la zona británica en la India. En 1773, se promulgó el Acta de Regulación, donde se establecería un Consejo de cuatro miembros que tendría como fin regular y diversificar las actividades de la Compañía sobre Bengala. Adicionalmente en 1774, se crea la Gobernación General de la India bajo la administración de Warren Hastings, líder del Consejo y quien tendría en sus manos la solidificación de los poderes gubernamentales, militares y coloniales de los territorios británicos en la India.
En cambio, el Reino de Mysore se convirtió en un aliado de Francia, principal rival de Gran Bretaña en la India. La Compañía Francesa de las Indias Orientales era muy activa en la zona sur y representó una amenaza evidente a los planes británicos, es por eso, que nuevamente Mysore y la Gran Bretaña tendrían un nuevo conflicto bélico en 1780.